# Eugenia imbricata
Eugenia imbricata är en myrtenväxtart som beskrevs av Otto Karl Berg. Eugenia imbricata ingår i släktet Eugenia och familjen myrtenväxter. Inga underarter finns listade i Catalogue of Life.